# Каруме, Абейд Амани
Абейд Амани Каруме (суахили Abedi Amani Karume; 1905 — 7 апреля 1972, Занзибар) — занзибарский и танзанийский политик, единственный президент Народной Республики Занзибара и Пембы, первый президент Занзибара. Отец шестого президента Занзибара, Амани Абейда Каруме.

## Биография
Время и место рождения во многом мифологизировано. Так приводятся варианты его рождения в Бельгийском Конго или Ньясаленде, в то же время сам Абейд Каруме утверждал, что родился в семье эмигрантов в деревушке Понгве на Занзибаре. В расположенной неподалёку от Понгве деревушке Мверо он несколько лет ходил в школу. В шестнадцать лет устроился на работу моряком торгового флота, в 1943 году уволился и вернулся на Занзибар, где принял участие в политической жизни.
В 1963 году Британская империя предоставила независимость султанату Занзибар, однако коммунистические и антиарабские настроения на архипелаге привели к революции, в результате которой была установлена республика. Президентом Народной Республики Занзибара и Пембы стал Абейд Каруме. Три месяца спустя новая республика объединилась с Танганьикой в новое федеративное государство — Объединённую Республику Танзанию, сохранив при этом широкую автономию, и Абейд Каруме стал президентом автономии Занзибар, а осенью того же года занял пост вице-президента федерации при Джулиусе Ньерере.
Убит вечером 7 апреля 1972 года в городе Занзибаре во время игры в карты (по другой версии, в настольную игру бао) в штаб-квартире партии Афро-Ширази. Подъехавшие на двух автомобилях четверо военных ворвались в помещение, где находился Каруме, и застрелили его. Все нападавшие были убиты в перестрелке с охранниками Каруме. Во время перестрелки также был ранен генеральный секретарь партии Табит Комбо.